# Antoni Font (lingüista)
Antoni Font (la Seu d'Urgell, segle xvii) fou un lingüista, jesuïta, professor de teologia i d'humanitats i rector del col·legi de la Seu d'Urgell. Se'l coneix en tant que autor del diccionari llatí-català Fons verborum et phrasium (1637), destinat a l'aprenentatge del llatí per part dels joves catalans. El 1637 publicà el referit diccionari Fons verborum et phrasium, que dedicà a Pau Duran, bisbe de la Seu.